# 9-та окрема бригада ВВ МВС (Україна)
9-та окрема бригада (9 ОБр, в/ч 3009) — підрозділ у складі Кримського оперативно-територіального об'єднання Внутрішніх військ МВС України.

## Історія
Сформована в м. Сімферополі, як 9-й полк НГУ (в/ч 4109), на підставі наказу КНГУ від 2 січня 1992 р. на базі 21-го спеціального моторизованого полку міліції Внутрішніх військ МВС СРСР (в/ч 5461) в складі 3-ї Південної дивізії НГУ (в/ч 2230).
Слід враховувати, що на формування кримських підрозділів НГУ завжди впливали причини політичні, як-то питання базування Чорноморського флоту Російської Федерації і кримськотатарське питання.
Саме через політичну обстановку в 1994 р. виникла необхідність «військової присутності» в м. Севастополі - там був сформований батальйон 9-го полку НГУ (в/ч 4109). Нагадаємо, що поділ Чорноморського флоту відбувся лише влітку 1997 р.
Указом Президента України від 20 січня 1995 р. і наказом КНГУ від 26 січня 1995 року ряд частин і підрозділів НГУ були передані до складу Внутрішніх військ МВС України. Така доля спіткала і сімферопольський 9-й полк НГУ, який став 9-ю окремою бригадою Внутрішніх військ МВС України (в/ч 3009).
Відповідно до Указу Президента України від 20 січня 1995 року спільним наказом Міністра внутрішніх справ та Командуючого Національної гвардії України в місті Сімферополь з 13 лютого 1995 року почалось формування 9 окремої бригади військ внутрішньої та конвойної охорони МВС України, умовне найменування – військова частина 3009, яка організаційно ввійшла в підлеглість командуючого військ внутрішньої та конвойної охорони МВС України.
Наказом МВС України № 327 від 20 травня 1996 року встановлений. День частини – 23 травня 1996 року.
3 квітня 2000 року 9 окрема бригада внутрішніх військ МВС України ввійшла до складу Управління Кримського територіального командування внутрішніх військ МВС України.
Підрозділ брав участь у наданні допомоги в евакуації населення під час стихійного лиха у селища Сольпром Сакського району в 1999 році, охороні громадського порядку під час виборів Президента України, припиненні масових заворушень в Бахчисараї, участь у забезпеченні проведення карантинних заходів під час спалаху пташиного грипу у Ніжньогірському, Советському районах Криму в 2005 році, ліквідації наслідків прориву дамби у Білогірському районі в 2006 році, гасінні лісових пожеж на Південному березі Криму, ліквідації масових безладів під час усунення самозахоплень на горі Ай-Петрі та в місті Алушта, охороні громадського порядку під час відвідування Сімферополя та Севастополя Патріарха Московського Кирила.

## Структура
- патрульний батальйон
- стрілецький батальйон
  - КЕОП
- батальйон оперативного призначення
- батальйон спеціального призначення
  - Рота розвідки спеціального призначення «Тінь»
- рота з охорони дипломатичних представництв та консульських установ
- рота бойового матеріально-технічного забезпечення

## Командування
- полковник Сидорчук Юрій Миколайович[2]
- полковник Олег Карпцов (2014)
- полковник Сергій Огаришев — заступник з громадської безпеки (2014)